# Groenlof
Groenlof (Cichorium intybus var. foliosum) is een bladgroente die het midden houdt tussen witlof en andijvie. Het is vooral geschikt voor de najaarsteelt. Groenlof vormt langwerpige kroppen die een milde smaak hebben. Deze groente kan zowel rauw als gekookt gegeten worden.
Groenlof kan gezaaid worden van april tot eind juni. Bij vroege zaai moet warm in perspotten opgekweekt en na half mei buiten uitgeplant worden, omdat anders de plant voortijdig kan gaan schieten (in bloei komen). Het beste kan in de tweede helft van juni ter plaatse gezaaid worden met een rijafstand van 30 tot 35 cm en uitgedund tot een plantafstand van 25 tot 30 cm in de rij. De oogst valt dan van eind september tot begin november. Groenlof verdraagt lichte vorst maar de buitenste bladeren worden dan wel bruin.

## Rassen
Bekende rassen zijn:
- Groenlof
- Herfstlof
- Jupiter is een hybride met compacte kroppen en is schietresistent. De krop wordt 30 tot 35 cm hoog.
- Pluto is een hybride met compacte kroppen en is schietresistent. De krop wordt 35 tot 40 cm hoog.
- Suikerbrood (Zuckerhut) is een oud ras met veel omblad en een 30-35 cm hoge, lichtgroene krop
- Vroege zelfsluitende

## Inhoudsstoffen
De voedingswaarde van 100 gram verse groenlof is:
| Energetische waarde | 63 kJ (15 kcal |
| Koolhydraten        | 2 gram         |
| Eiwit               | 2 gram         |
| Vet                 | 0,1 gram       |
| Vitamine C          | 15 mg          |
| Caroteen            | 0,95 mg        |
| Vitamine B1         | 0,03 mg        |
| Vitamine B2         | 0,08 mg        |
| Calcium             | 20 mg          |
| IJzer               | 1 mg           |